# Armenisch-katholische Kirche
Die armenisch-katholische Kirche (armenisch Հայ Կաթողիկե Եկեղեցի Hay Kat’oġikē Ekeġec’i) ist die katholische Ostkirche des armenischen Ritus. Sie bildet den mit dem Papst in Rom unierten Zweig des armenischen Katholikats von Sis in Kilikien. Die Kirche eigenen Rechts wird vom Patriarchen von Kilikien geleitet, der seinen Amtssitz in Beirut (Libanon) hat. Die meisten der insgesamt ca. 566.000 Gläubigen leben in Armenien, Georgien und Russland, Frankreich, den USA, Argentinien und Syrien.

## Geschichte

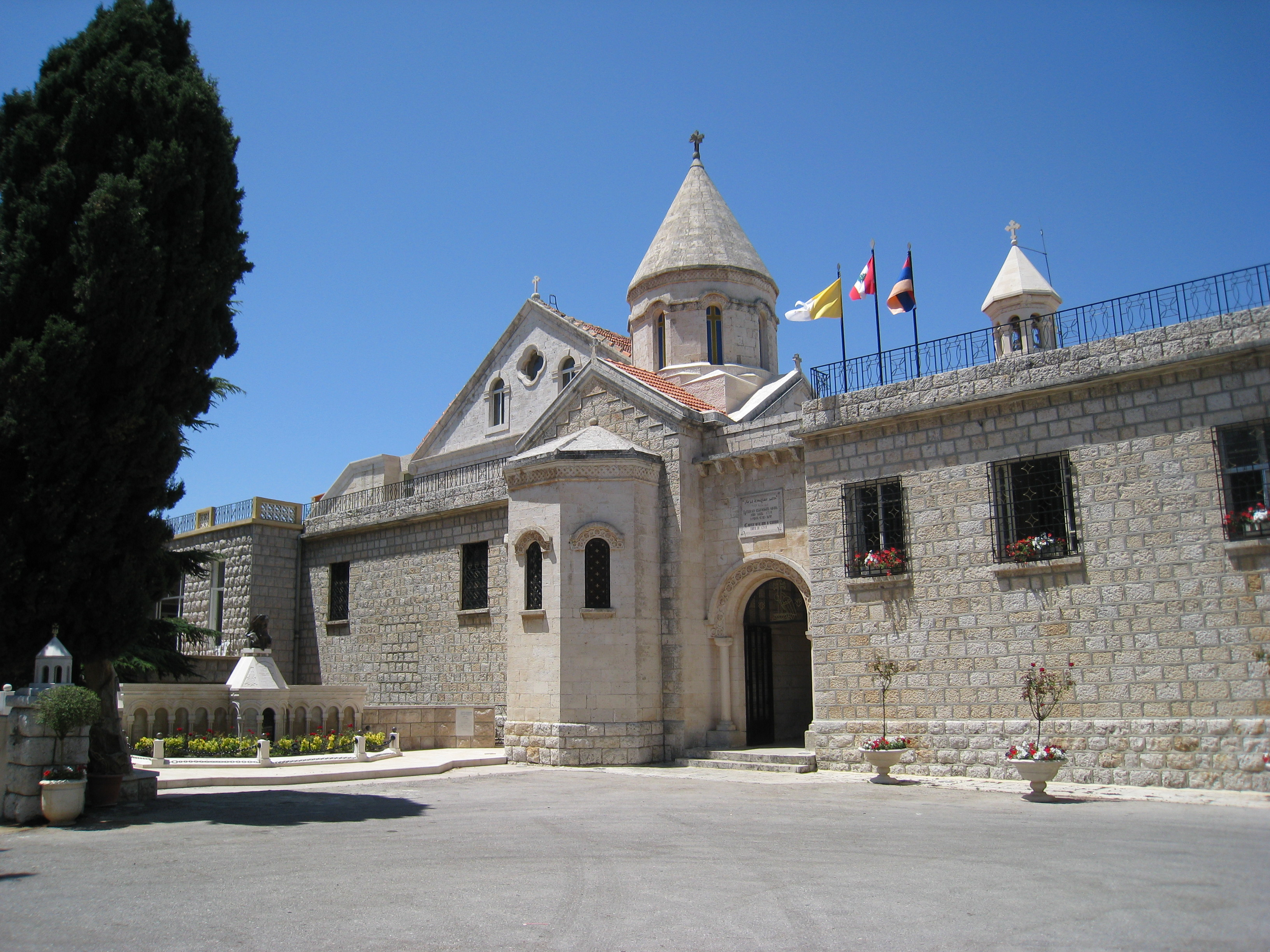
Kloster Bzommar

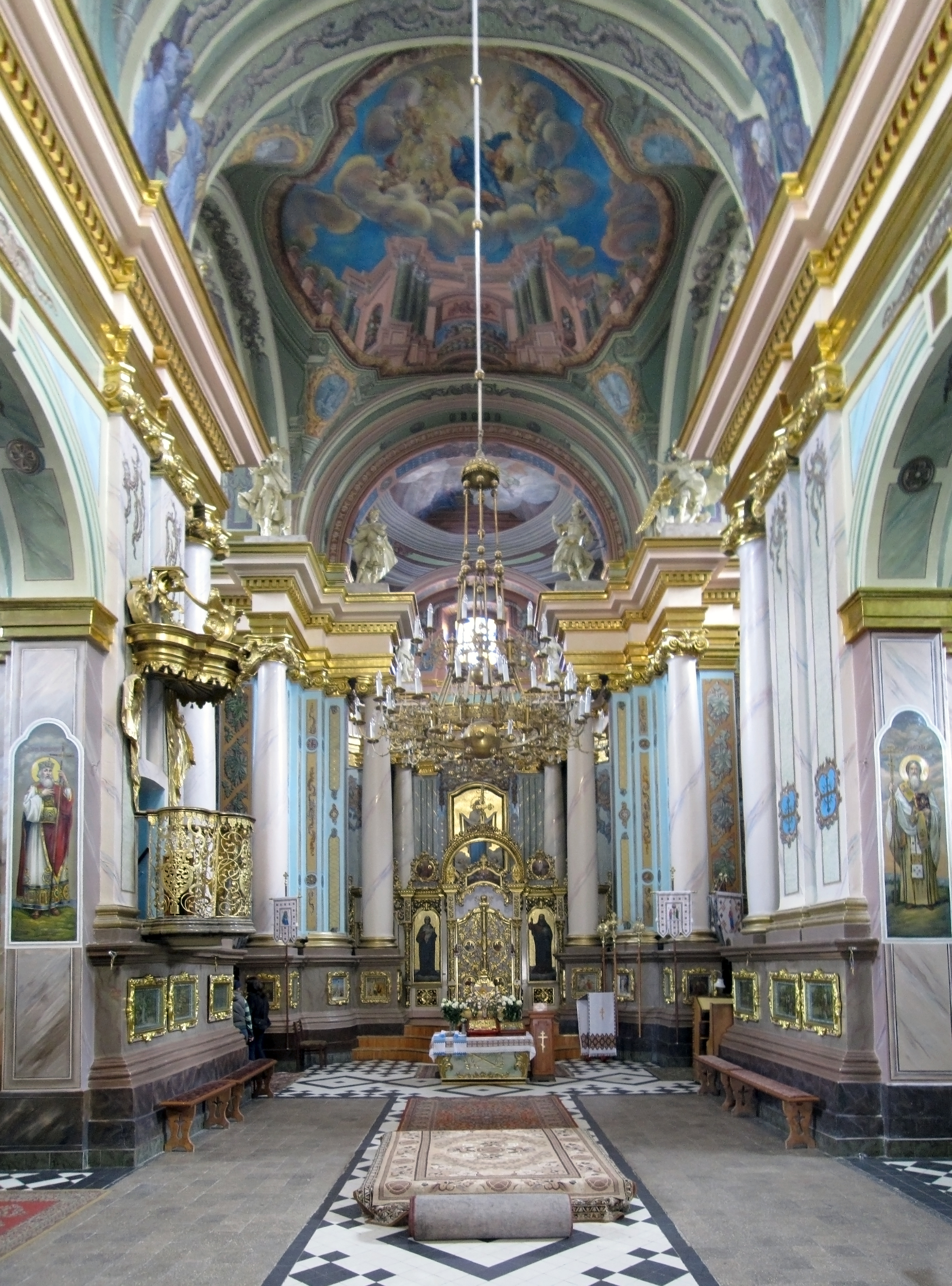
Innenansicht der vormals armenischen Auferstehungs-Kathedrale in Stanislau, Ukraine

Das Katholikat der Armenischen Apostolischen Kirche im Königreich Kleinarmenien war erstmals von 1198 bis zu dessen Untergang 1375 mit der römisch-katholischen Kirche freundschaftlich verbunden. Die Kirchenunion wurde 1439 im Anschluss an das Konzil von Florenz erneuert, hatte jedoch nur in Kaffa auf der Krim längeren Bestand.
Unter Papst Pius IV. und Katholikos Michael I. von Etschmiadsin (Großarmenien) wurden Beziehungen zwischen beiden Kirchen wiederaufgenommen. 1563 erhielten die Armenier in Rom die Kirche Santa Maria Egiziana übereignet. In der Folgezeit wurde Rom mit seinen beiden Apostelgräbern zu einem beliebten Pilgerziel von Armeniern und Zufluchtsort bei Verfolgungen, insbesondere für katholisch gesinnte armenische Mönche, Priester und Bischöfe. 1713 ernannte Papst Clemens XI. den nach Rom geflohenen Erzbischof Krikor von Edessa (Katholikat Etschmiadsin) zum armenischen Weihbischof in Rom. In dieser Eigenschaft erhielt er beständig Nachfolger bis in die Mitte des 20. Jahrhunderts.  1717 fanden die Mechitaristen eine Heimat auf der Insel San Lazzaro bei Venedig.
In der armenischen Diaspora kam es im 17. Jahrhundert zu Unionen kleinerer Gruppen mit Rom, vor allem in Galizien (Lemberg, 1635) und Siebenbürgen (heute Ordinariat für die armenischen Gläubigen in Rumänien).
Als die Anzahl der armenisch-katholischen Christen im osmanischen Nahen Osten immer weiter zunahm, ließ sich 1740 der katholisch gesinnte armenische Erzbischof Abraham Ardzivian von Aleppo durch seine Anhänger zum (Gegen-)Katholikos des kleinarmenischen Katholikats von Kilikien (Sitz bis 1915: Sis bei Adana) wählen. 1742 empfing er in Rom das Pallium aus den Händen von Papst Benedikt XIV. Die vom osmanischen Staat zunächst nicht anerkannten armenisch-katholischen „Patriarchen von Kilikien“ (Amtsname: Petrus, Bedros) nahmen schließlich ihren Sitz im 1749 gegründeten Kloster Bzommar bei Beirut im Libanon und besaßen kirchliche Jurisdiktion allein im Südteil des Osmanischen Reiches (Kilikien, Syrien, Mesopotamien, Palästina und Ägypten).
Für die armenisch-katholische Gemeinschaft in und um Konstantinopel (Istanbul) wurde 1759 ein besonderes Vikariat beim dortigen Apostolischen (= päpstlichen) Delegaten eingerichtet. In zivilrechtlichen Angelegenheiten, auch bei Taufe, Eheschließung und Beerdigung, unterstanden alle katholischen Armenier weiterhin dem armenisch-orthodoxen Patriarchen von Konstantinopel, bis 1829 der osmanische Staat ein „Katolik millet“ anerkannte. Gegenüber dem Staat wurde dieses von einem Patrik, zunächst einem gewählten Priester ohne Bischofsrang, vertreten. Die kirchliche Jurisdiktion hingegen lag bei einem armenisch-katholischen „Erzbischof-Primas von Konstantinopel“, der unter Papst Pius IX. fünf Suffragandiözesen erhielt.
Mit der Bulle Reversurus Papst Pius IX. aus dem Jahr 1867 wurde die armenisch-katholische Kirchenprovinz Konstantinopel mit dem armenisch-katholischen Patriarchat Kilikien vereinigt, der Patriarchalsitz von Bzommar nach Istanbul verlegt und mit Anton Hasun besetzt.
Unter den Päpsten Pius IX. (Bulle Reversurus) und Pius X. kam es zu erheblichen innerkirchlichen Auseinandersetzungen über die Frage der Mitwirkung von Laien bei Bischofsbestellungen. In diesem Zusammenhang entstand 1870 mit Bestellung von Gegenpatriarchen (Hagop Bathiarian, Hovhannes Kupelian) ein innerkatholisches Schisma, das erst 1879/80 Papst Leo XIII. zu heilen wusste. Andere Geistliche, darunter der angesehene Malachia Ormanian, traten zur Armenischen Apostolischen Kirche über.
Nach der Armenier-Verfolgung vor und im Ersten Weltkrieg, in der die armenisch-katholische Kirche zehntausende Gläubige, 130 Priester und sieben Bischöfe verlor, wurde das Patriarchat 1922/28 wieder in Bzommar angesiedelt. Dort erfolgt auch die Wahl der Patriarchen, für die eine Zweidrittelmehrheit der Stimmen der anwesenden Bischöfe nötig ist. In jüngerer Zeit führt er zur Verdeutlichung seiner kirchenrechtlichen Stellung den Titel Katholikos-Patriarch. 
Im heutigen Armenien entstand eine armenisch-katholische Gemeinschaft erst im 19. Jahrhundert durch Flüchtlinge aus dem Osmanischen Reich.

## Gegenwart
Heute zählt die armenisch-katholische Kirche rund 500.000 Gläubige in 15 Bistümern oder Missionen. Ihnen dienen mehr als 100 Priester und 125 Nonnen. Oberhaupt war bis zu seinem Tod am 25. Juni 2015 Patriarch-Katholikos Nerses Bedros XIX. Er residierte im Kloster Bzommar (Libanon). Zu seinem Nachfolger wurde am 24. Juli 2015 der emeritierte Bischof der armenisch-katholischen Kirche in Frankreich Krikor Bedros XX. Ghabroyan gewählt. Diesem folgte im September 2021 Raphaël Bedros XXI. Minassian. Er  wurde am 24. Oktober 2021 in Beirut inthronisiert. 

### Eparchien und Diözesen
Die katholischen Armenier leben größtenteils in den Staaten des Nahen Ostens. Auch in Nordamerika befindet sich eine große Diaspora, welche über eine eigene Eparchie verfügt. Im Jahre 1991 wurde ein Ordinariat für katholische Armenier mit Sitz in Gjumri (Armenien) gegründet, das später um Georgien und Osteuropa erweitert wurde. Des Weiteren gibt es seit 1710 die Erzeparchie Aleppo in Syrien, seit 1850 die Eparchie Ispahan im Iran, seit 1885 die Eparchie Iskanderiya für Ägypten, seit 1925 das Ordinariat Griechenland, seit 1928 die Erzeparchie Istanbul, seit 1929 das Erzbistum Beirut, seit 1954 die Erzeparchie Bagdad im Irak, seit 1960 die Eparchie Sainte-Croix-de-Paris, seit 1989 die Eparchie San Gregorio de Narek in Buenos Aires und seit 1981 das Exarchat von Lateinamerika und Mexiko.
Die 1630 gegründete, ehemals 5.000 Gläubige starke Diözese in Lemberg wurde nach dem Zweiten Weltkrieg ausgelöscht und zählt heute nur etwa 20 bis 30 Mitglieder. Die Armenisch-Katholische Kirche in Österreich, um 1810 begründet, hat heute um die 250 Angehörige und ist Teil des Ordinariates für die Gläubigen der katholischen Ostkirchen.

### Eigenständige Pfarrgemeinden
Es gibt folgende eigenständigen Kirchengemeinden der Armenisch-katholischen Kirche:
- Australien: “Our Lady of the Assumption”[6] in Sydney
- Polen
- Rumänien
- Schweden (Stockholm)[7]
- Ukraine

### Ordensgemeinschaften
In der armenisch-katholischen Kirche sind drei patriarchale Ordensgemeinschaften beheimatet, hierzu gehören:
- die Patriarchale Kongregation von Bzommar,
- der Mönchsorden der Mechitaristen und
- die Kongregation der armenischen Schwestern von der unbefleckten Empfängnis Mariens

## Liturgie
Die Liturgie der armenisch-katholischen Kirche folgt dem Armenischen Ritus. Die Liturgiesprache selbst ist Armenisch. Nach dem Zweiten Vatikanum kam es zu einer Liturgiereform mit dem Ziel, armenisch-katholische Sonderentwicklungen zu beseitigen und Unterschiede zur armenisch-apostolischen Mutterkirche zu vermindern.

## Ordinarius für die Armenier in Rom
Folgende Bischöfe der armenisch-katholischen Kirche waren „Ordinarius der Armenier in Rom“:
- 26. August 1881 – 27. Dezember 1900 Titularerzbischof pro hac vice von Attalea in Pamphylia Giovanni Kupelian, bis 1879 Gegenpatriarch[9].
- 24. Februar 1900 – 16. April 1911  Titularerzbischof von Amasea Paul Rubian[10].
- 7. März 1911 – 13. Dezember 1937 Titularerzbischof  von Chalcedon dei Armeni Pietro Kojunian, gleichzeitig Altbischof der Eparchie Iskanderiya.
- 15. Januar 1938 – 4. Juli 1952 Titularerzbischof von Chalcedon dei Armeni Sergio Der Abrahamian[11].
- 10. Mai 1952 – 17. April 1967 Titularerzbischof von Pedachtoë Krikor Hindié, gleichzeitig Alterzbischof von Aleppo.